# Limnochromini
Die Limnochromini sind eine Tribus der Buntbarsche (Cichlidae), die endemisch im Tanganjikasee vorkommt und dort im Unterschied zu den meisten, vor allem im Flachwasser der Küstenregionen vorkommenden Buntbarscharten, vor allem tiefere Wasserschichten besiedelt (40–100 m). 

## Merkmale
Limnochromini-Arten werden 8,5 bis 23,5 cm lang und besitzen langgestreckte, nur wenig hochrückige aber seitlich deutlich abgeflachte Körper. Die Schnauze ist zugespitzt, das Maul endständig. Die Rückenflosse ist lang, die Bauchflossen ausgezogen, die Schwanzflosse schließt meist stumpf ab. Die Färbung der Limnochromini-Arten ist meist einheitlich grau, beige oder bräunlich mit nur wenig farblich abgesetzten Mustern. Die Fische fressen Wirbellose, die sie im freien Wasser fangen oder aus Schlamm und Sand sieben. Alle Limnochromini-Arten sind während der Fortpflanzungszeit monogam und Maulbrüter, bei denen sich beide Eltern an der Brutpflege beteiligen. Die Gelege sind relativ groß und können bis zu 250 Eier umfassen.

## Gattungen und Arten
- Baileychromis Poll 1986

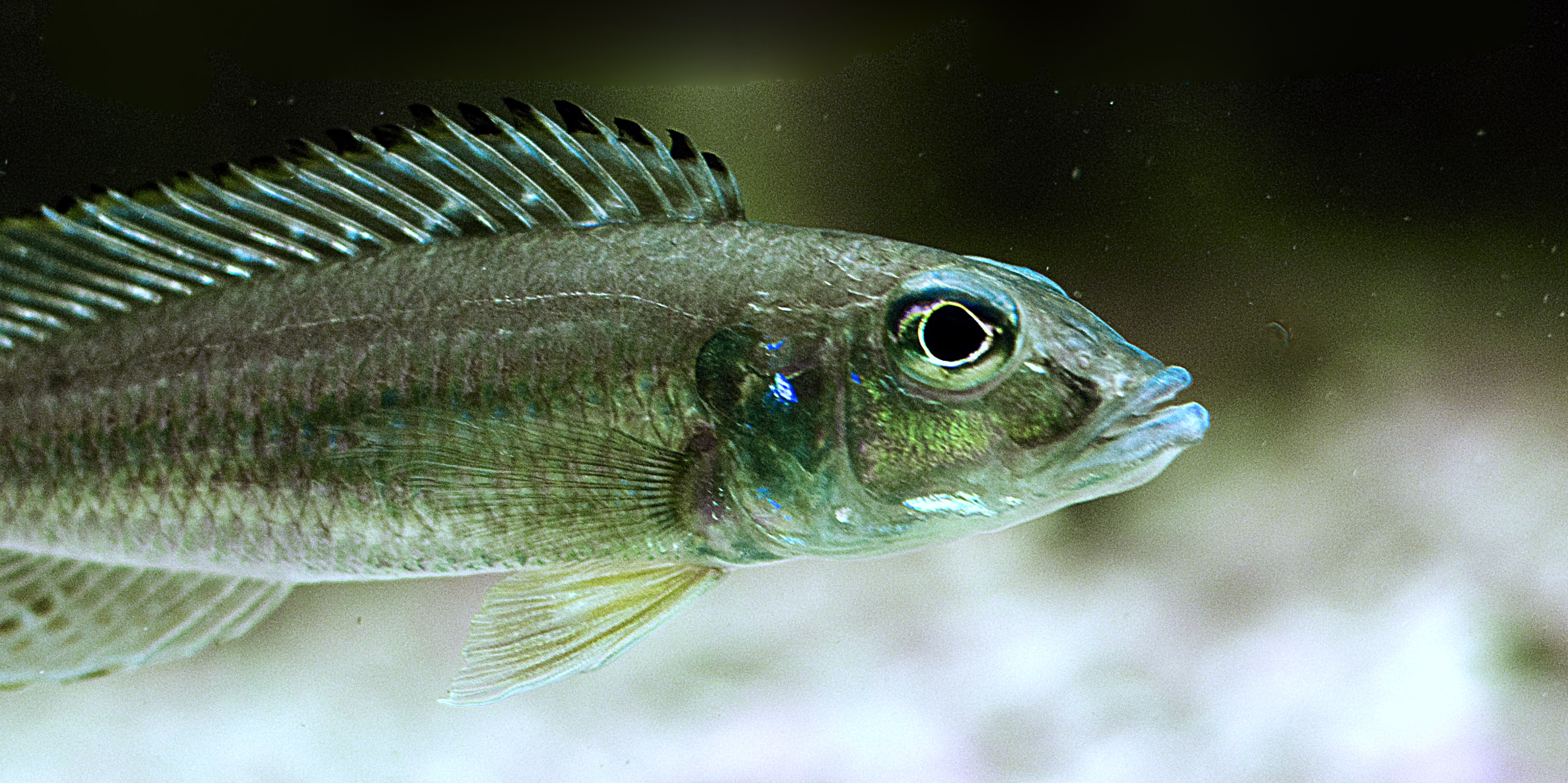
Reganochromis calliurus

  - Baileychromis centropomoides Bailey & Stewart, 1977
- Gnathochromis Poll, 1981
  - Gnathochromis permaxillaris (David, 1936)
- Greenwoodochromis Poll, 1983
  - Greenwoodochromis abeelei (Poll, 1949)
  - Greenwoodochromis bellcrossi (Poll, 1976)
  - Greenwoodochromis christyi (Trewavas, 1953)
  - Greenwoodochromis staneri (Poll, 1949)
- Limnochromis Regan 1920
  - Limnochromis auritus Boulenger, 1901
- Reganochromis Whitley 1929
  - Reganochromis calliurus (Boulenger, 1901)
- Tangachromis Poll 1981
  - Tangachromis dhanisi (Poll, 1949)
- Triglachromis Poll & Thys van den Audenaerde, 1974
  - Triglachromis otostigma (Regani, 1920)